# 周文俊 (科學家)

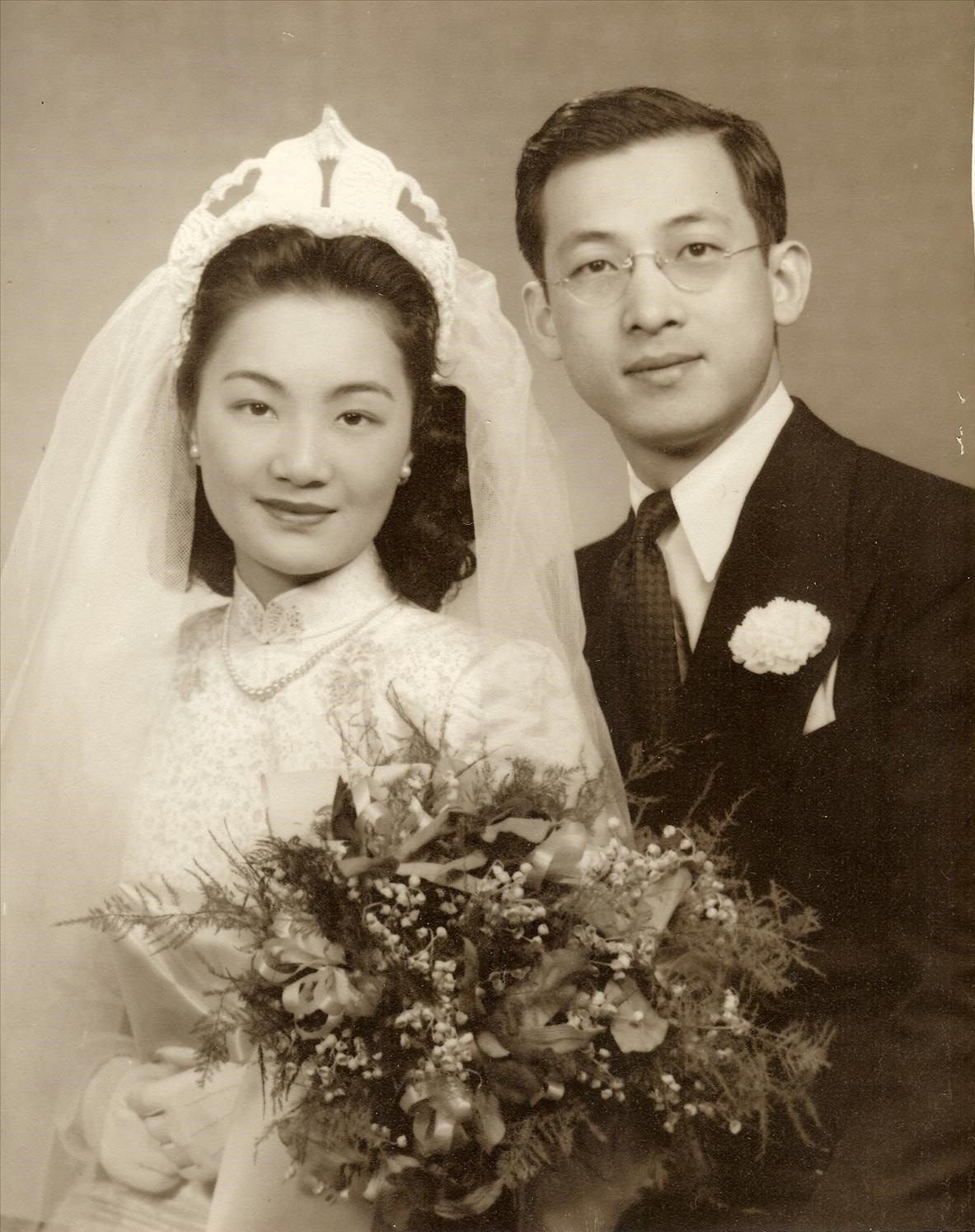
周文俊夫妻的结婚照（1947年摄）

周文俊（Wen Tsing Chow，1918年—2001年），1940年交通大學電機工程學士、1942年美國麻省理工學院電機工程碩士。是中國出生的美國导弹制导科學家與數位化電腦科技先驅者，也是著名音乐家周文中的哥哥。
1956年，周文俊在紐約加頓城的美國保殊艾瑪公司工作，並發明了PROM。這項發明是由美國空軍所提出以用作提升空軍用電腦以及Atlas E/F波段導彈的靈活性和保安性的。
2004年美國空軍追贈美國空軍太空與飛彈先驅獎（Air Force Space and Missiles Pioneers Award）之最高榮譽，成為獲獎的少數平民之一，此前獲獎者也只有約30人。現代電腦創始人之一范·紐曼（John von Neumann）與周文俊是目前為止獲得該獎的僅有的兩位電腦科學家。

## 參照
- PROM
- Saturn V
- AP-101

## 外部連結
1. (PDF). （原始内容 (PDF)存档于2011-07-22） （英语）.
2. U. S. Patent 3,028,659 for key PROM technology（页面存档备份，存于）（英文）